# IPad (第七代)
iPad (第 7 代)是一台由蘋果公司所開發、銷售的平板電腦，並於2019年9月10日，在蘋果公司於加利福尼亚州總部舉辦的秋季發表會正式發佈。。存在著不同的称呼（第七代iPad、iPad 2019以及作為俗稱的iPad 7），作業系統採用iPad OS 13。此iPad將延續六代的9.7吋螢幕加大為10.2吋，採用蘋果 A10 Fusion處理器，並加入對Apple Pencil 1和智慧型鍵盤的支援。
它支持第一代Apple Pencil，並具有智能鍵盤連接器。它針對預算和教育市場。
與之前配備 9.7 英寸螢幕的iPad型號不同，該設備是入門級 iPad 系列中第一款配備更大 10.2 英寸螢幕的設備。
它的繼任者第八代 iPad於 2020 年 9 月 15 日發布，它已經取代了這款 iPad。

## 歷史
圍繞 2018 年 iPad 繼任者的謠言在 2019 年上半年開始浮出水面，當時有七款 iPad 型號在歐亞經濟委員會註冊，該數據庫以提供有關蘋果即將發布的設備的提示而聞名。其中一個型號被認為是一款新的入門級 iPad，據稱與 2018 年的 iPad 相比，它的設計升級很小。一些消息來源聲稱，新型號將配備雙鏡頭後置鏡頭，其螢幕尺寸可能為 10.2 英寸，高於之前 iPad 型號的 9.7 英寸螢幕。 BGR 的報告還聲稱，該設備可能會在 2019 年 7 月開始量產，預計發布日期在當年第三季度左右。
蘋果隨後於 2019 年 9 月 10 日在史蒂夫賈伯斯劇院與iPhone 11和iPhone 11 Pro同期發布了這款iPad，預定發布日期為當年 9 月 30 日。它宣佈在美國以 329 美元的起價零售。 iPad 於 2019 年 9 月 25 日在 Apple Store 在線商店發布。
值得注意的是，2019 年 10.2 英寸 iPad 的機身尺寸已擴大到與iPad Air（第 3 代）和上一代 10.5 英寸iPad Pro相匹配，從而使聰穎鍵盤可用於所有三種型號。除了免去充電和藍牙配對之外，直連還滿足了教育市場只在標準化測試時直連的要求。所有 iPad 還保留與第三方配件藍牙鍵盤的向後兼容性。

## 批評
2019 年的 10.2 英寸 iPad 因缺乏對前一年的 9.7 英寸機型的處理器升級而受到批評。然而，雖然 A10 處理器本身沒有升級到更高版本的處理器，但 2019 年 10.2 英寸 iPad 中搭載 A10 芯片的系統級芯片已升級為包括 3 GB RAM，比上一年的型號高50%。A10系列的電池壽命也得到了稱讚。

## 特色

### 配件
Apple Pencil
頂端的磁性護蓋內有Lightning接頭，可為 Apple Pencil 充電。Apple Pencil具壓力感應器及兩個斜度感應器，帶來真實書寫觸感。
Logitech Crayon
是由Apple 聯手 Logitech 羅技推出手寫筆。
鍵盤
- Smart Keyboard

配有全尺寸鍵盤，配置與Apple Keyboard相似，但沒有功能鍵（F1-F12）。Smart Keyboard采用Smart Connector接口供電，讓電力及數據能雙向傳輸，並具防水濺功能。
- 支援藍牙鍵盤

SIM Card
支援Nano-SIM與ESIM，但支援Apple SIM6

## 顏色
顏色包括：
| 顏色 | 名稱   | 英語       | 備註       |
| ---- | ------ | ---------- | ---------- |
|      | 太空灰 | Space Gray | 正面為黑色 |
|      | 銀色   | Silver     | 正面為白色 |
|      | 金色   | Gold       | 正面為白色 |

## iPad 系列产品时间表
|  |